# James Child
James Child, né le 4 juillet 1983 à Wakefield (Angleterre), est un arbitre de rugby à XIII anglais. Il a très tôt une vocation pour l'arbitrage durant son adolescence. Il officie en Challenge Cup en 2008 et en Super League en 2009. Il a également officié lors de la Coupe du monde 2017.

## Biographie
Il complète son quotidien d'arbitre de rugby à XIII avec un emploi à temps partiel en ayant obtenu le Chartered Surveyor pour le compte de Leeds City Council.

## Palmarès
- Arbitre de la Coupe du monde : 2017
- Arbitre de la Coupe d'Europe des nations : 2018